# أسا فينلي
أسا فينلي هو سياسي أمريكي، ولد في 1788 في مقاطعة مونتغومري في الولايات المتحدة، وتوفي في 1853 في نيلسون في الولايات المتحدة. انتخب عضو مجلس نواب ولاية ميزوري ‏.